# Ramón Leonardo
Ramón Leonardo Blanco Quezada (nacido el 28 de febrero de 1948 en Santiago de los Caballeros) es un cantante, compositor y político dominicano.

## Biografía
Ramón Leonardo es el nombre artístico del cantautor santiagués Ramón Leonardo Blanco Quesada. 
Su madre, Aglae Quesada, fue voz primera del dueto Apolo, junto a Tete Marcial. Su padre Leoncio Blanco, además de comerciante, fue un fino y expresivo declamador en las tertulias de su época. 
Su formación y conciencia social viene de su participación plena en la pastoral juvenil de su ciudad natal, donde se destacó como dirigente de los llamados entonces, cursillos de vida, versión juvenil de los cursillos de cristiandad y después como dirigente de los Cursos de Formación sobre la doctrina social de la iglesia católica en CEFASA, Centro de Formación Social y Agraria, con los jesuitas Padre Len y Guzmán.
Su sangre artística le viene, además de su madre antes mencionada, de sus tíos Baby Quesada (Jesús María), quien dirigió una orquesta que fue parte de la famosa Fania All Star, y Ramón Quesada, músico y arreglista de mucho prestigio internacional.
Su primer disco titulado "Yo canto al amor", lo grabó en Estados Unidos con el auspicio de su tío Baby Quesada. En poco tiempo sus temas "Todos somos Iguales" y "Juventud" se popularizan y debuta profesionalmente un 5 de abril de 1970, a los 22 años de edad.
Con el sello Karen Récords de Bienvenido Rodríguez, graba decenas de canciones románticas y sociales que se convirtieron en éxitos de venta: Camino hacia el altar, Lo que yo quiero de ti, La vida se va y no vuelve, Los celos, Un gran amor y nada más, La distancia y muchas otras canciones que ocuparon un lugar en el corazón de los enamorados.
Sus primeras canciones sociales, incluidas en su primera grabación, hicieron posible el nacimiento del grupo Expresión Joven, el cual lideraba musicalmente junto a Cholo Brenes.  Canciones de la autoría de Chico González con música de Ramón Leonardo, sonaron en la radio en la década de los 70, provocando que fuera encarcelado en cinco ocasiones e impedida su entrada a muchas ciudades donde tenía que actuar.
El canto social lo llevó a ser denominado el Padre de la Canción Protesta en República Dominicana.  Fue parte importante del evento "7 Días con el pueblo", celebrado en nuestro país del 25 de noviembre al 1 de diciembre de 1974, en cuya apertura no pudo participar por estar en prisión. Canciones como Francisco Alberto, Abran las Rejas, Soldado, Universidad, acompañaron el proceso político y social del pueblo en esa época bajo el gobierno de Joaquín Balaguer.
Con motivo de sus más de 40 años en el canto popular, puso en circulación su tercer libro "Historia de mi voz".  Ha escrito además los libros titulados: Hacia el Socialismo Nacional Democrático, Conceptos sobre el Arte Popular Sociedad y Compromiso, escrito este último durante su estadía en Nueva Jersey.
Recientemente dio los toques finales a su disco "Mucho más comprometido", de corte netamente social, bajo la dirección musical de su hijo Leonardo Janacek Blanco.
En 1996 aspira a la sindicatura de Santiago como candidato independiente utilizando la boleta del MIUCA.  Aunque no tenía la posibilidad de ganar, quiso sentar el precedente de que los ciudadanos sin filiación política partidaria pueden y deben participar en la política como una forma de enfrentar los partidos que tradicionalmente han lastrado el desarrollo social y económico del país.

## Discografía
- Obrero acepta mi mano (1974)

- Datos: Q6099776
- Multimedia: Ramón Leonardo / Q6099776